# Księżne i królowe Albanii
| # | Królowa                    | Wizerunek | Data urodzenia            | Data śmierci                  | Czas rządów                        | Rodzice                                                               | Mąż                |
| - | -------------------------- | --------- | ------------------------- | ----------------------------- | ---------------------------------- | --------------------------------------------------------------------- | ------------------ |
| 1 | Zofia Schönburg-Waldenburg |           | 21 maja 1885 Poczdam      | 3 lutego 1936 Fântânele       | 7 marca 1914 – 3 września 1914     | Wictor von Schönburg-Waldenburg Lucia von Sayn-Wittgenstein-Berleburg | Wilhelm zu Wied    |
| 2 | Geraldine Apponyi          |           | 6 sierpnia 1915 Budapeszt | 22 października 2002 Tirana   | 27 kwietnia 1938 – 7 kwietnia 1939 | Gyula Apponyi Gladys Virginia Stewart                                 | Zogu I             |
| 3 | Helena Petrowić-Niegosz    |           | 8 stycznia 1873 Cetynia   | 28 listopada 1952 Montpellier | 16 kwietnia 1939 – 8 września 1943 | Mikołaj I Petrowić-Niegosz Milena Czarnogórska                        | Wiktor Emanuel III |